# 卵形编枝球虫
卵形编枝球虫（学名：Plegmosphaera ovata）为光滑球虫科编枝球虫属的动物。在中国，分布于西沙群岛等。